# Brachystephanus glaberrimus
Brachystephanus glaberrimus är en akantusväxtart som beskrevs av D. Champluvier. Brachystephanus glaberrimus ingår i släktet Brachystephanus och familjen akantusväxter. Inga underarter finns listade i Catalogue of Life.